# Fredede bygninger i Hedensted Kommune
Denne liste over fredede bygninger i Hedensted Kommune viser alle fredede bygninger i Hedensted Kommune, bortset fra kirker. Listen bygger på data fra Kulturarvsstyrelsen.
| Sagsnavn                  | Komplekstype                           | Opførelsesår | Adresse                          | Koordinater                                   | Fredningsår (1. fredning) | ID (Link til Kulturarv.dk) | Billede     |
| ------------------------- | -------------------------------------- | ------------ | -------------------------------- | --------------------------------------------- | ------------------------- | -------------------------- | ----------- |
| Bjerrevej 412             | 3-længet bondegård fra ca. 1850        | 1854         | Bjerrevej 412, 7130 Juelsminde   | 55°43′23″N 9°55′49″Ø / 55.72315°N 9.93041°Ø   | 1996                      | 766-9614-1                 | Upload foto |
| Bjerrevej 412             |                                        | 1854         | Bjerrevej 412, 7130 Juelsminde   | 55°43′23″N 9°55′49″Ø / 55.72315°N 9.93041°Ø   |                           | 766-9614-2                 | Upload foto |
| Bjerrevej 412             |                                        | 1854         | Bjerrevej 412, 7130 Juelsminde   | 55°43′23″N 9°55′49″Ø / 55.72315°N 9.93041°Ø   |                           | 766-9614-3                 | Upload foto |
| Den tidl. Arrest i Bjerre | Hovedbygning med arrestbygning (ældre) | 1846         | Bjerrevej 353, 8783 Hornsyld     | 55°47′07″N 9°51′12″Ø / 55.78526°N 9.85344°Ø   | 1995                      | 766-11646-1                | Upload foto |
| Den tidl. Arrest          | Arrestbygning (nye)                    | 1911         | Bjerrevej 353, 8783 Hornsyld     | 55°47′07″N 9°51′12″Ø / 55.78526°N 9.85344°Ø   | 1995                      | 766-11646-2                | Upload foto |
| Jensgård                  | Herregård                              | 1750         | Jensgårdvej 11, 7130 Juelsminde  | 55°48′11″N 10°01′52″Ø / 55.80293°N 10.03105°Ø | 1986                      | 766-11822-1                | Upload foto |
| Jensgård                  |                                        | 1898         | Jensgårdvej 11, 7130 Juelsminde  | 55°48′11″N 10°01′52″Ø / 55.80293°N 10.03105°Ø |                           | 766-11822-4                | Upload foto |
| Kalsbøl                   |                                        | 1844         | Bjerrevej 388, 7130 Juelsminde   | 55°44′20″N 9°55′48″Ø / 55.73885°N 9.92996°Ø   | 1990                      | 766-13017-1                | Upload foto |
| Kalsbøl                   | Herregård                              | 1884         | Bjerrevej 388, 7130 Juelsminde   | 55°44′20″N 9°55′48″Ø / 55.73885°N 9.92996°Ø   |                           | 766-13017-10               | Upload foto |
| Palsgård                  | Herregård                              | 1461         | Palsgaardvej 2B, 7130 Juelsminde | 55°44′48″N 10°01′27″Ø / 55.74658°N 10.02410°Ø | 1939                      | 766-9473-16                | Upload foto |
| Rask Hovedgård            |                                        | 1827         | Fruens Vej 15, 8763 Rask Mølle   | 55°52′55″N 9°35′50″Ø / 55.88184°N 9.59721°Ø   |                           | 766-19303-1                | Upload foto |
| Rask Hovedgård            |                                        | 1827         | Fruens Vej 15, 8763 Rask Mølle   | 55°52′55″N 9°35′50″Ø / 55.88184°N 9.59721°Ø   |                           | 766-19303-2                | Upload foto |
| Rask Hovedgård            |                                        | 1900         | Fruens Vej 15, 8763 Rask Mølle   | 55°52′55″N 9°35′50″Ø / 55.88184°N 9.59721°Ø   |                           | 766-19303-3                | Upload foto |
| Rask Hovedgård            |                                        | 1900         | Fruens Vej 15, 8763 Rask Mølle   | 55°52′55″N 9°35′50″Ø / 55.88184°N 9.59721°Ø   |                           | 766-19303-4                | Upload foto |
| Rask Hovedgård            |                                        | 1827         | Fruens Vej 15, 8763 Rask Mølle   | 55°52′55″N 9°35′50″Ø / 55.88184°N 9.59721°Ø   |                           | 766-19303-5                | Upload foto |
| Rosenvold                 |                                        | 1585         | Rosenvoldvej 21, 7140 Stouby     | 55°40′17″N 9°49′27″Ø / 55.67139°N 9.82408°Ø   |                           | 766-11043-1                | Upload foto |
| Skerrildgård              |                                        | 1755         | Lhombrevej 4, 8783 Hornsyld      | 55°44′32″N 9°52′35″Ø / 55.74221°N 9.87633°Ø   |                           | 766-11421-1                | Upload foto |
| Snaptun Købmandsgård      |                                        | 1850         | Havnevej 13, 7130 Juelsminde     | 55°49′17″N 10°03′04″Ø / 55.82139°N 10.05106°Ø |                           | 766-12380-1                | Upload foto |
| Tønballegård              |                                        | 1887         | Tønballevej 1, 7130 Juelsminde   | 55°48′43″N 10°03′08″Ø / 55.81192°N 10.05213°Ø |                           | 766-13508-40               | Upload foto |
| Tønballegård              |                                        | 1886         | Tønballevej 1, 7130 Juelsminde   | 55°48′43″N 10°03′08″Ø / 55.81192°N 10.05213°Ø |                           | 766-13508-43               | Upload foto |
| Tønballegård              |                                        | 1886         | Tønballevej 1, 7130 Juelsminde   | 55°48′43″N 10°03′08″Ø / 55.81192°N 10.05213°Ø |                           | 766-13508-44               | Upload foto |
| Williamsborg              |                                        | 1774         | Gl Vejlevej 2, 8721 Daugård      | 55°44′03″N 9°43′06″Ø / 55.73409°N 9.71823°Ø   |                           | 766-3247-1                 | Upload foto |
| Åle Præstegård            |                                        | 1672         | Aale Bygade 28, 7160 Tørring     | 55°53′14″N 9°33′51″Ø / 55.88721°N 9.56425°Ø   |                           | 766-17241-1                | Upload foto |